# 德啟
德启（？—？）满洲正黄旗人，一等侯伊尔德的后裔。

## 生平
德启是勒英之子，盛启之弟。光绪二十四年（1898年），袭一等侯。宣统三年八月十二日，被派为资政院议员。